# Cryptocarya rigida
Cryptocarya rigida es un árbol pequeño o arbusto que crece en áreas de fuerte lluvia en el noreste de Nueva Gales del Sur, Australia. Fue descrita por primera vez en 1864 por Carl Meissner

## Hábitat
Común alrededor de los bosques templados húmedos o áreas de ecotono de eucaliptos, generalmente en los suelos más pobres en el límite de los bosques lluviosos. Se le encuentra desde Wyong en Nueva Gales del Sur a la frontera del estado de  Queensland en la Cadena McPherson.

## Descripción
Cryptocarya rigida, conocida como el Maple Rosa (Rose Maple) o Maple del bosque  (Forest Maple) alcanza una altura de diez metros y un tronco de diez cm de diámetro.
La corteza es gris, con una capa delgada de corteza corchosa muerta. La superficie exterior de corteza viva es verde oliva con rayas naranjas.
Las hojas son alternadas, simples, enteras, lanceoladas o elípticas, con frecuencia más anchas hacia la base, 6 a 13 cm de largo estrechándose a una larga punta en el extremo. La superficie exterior es verde oscura con vellos dispersos a lo largo de la vena central. El envés es pálido casi blanco. El tallo de la hoja mide de 5 de 10 mm de largo.
La vena central está hundida en el envés, elevada en el haz y densamente vellosa. Las principales venas laterales están más bien delineadas en el envés; curveadas, de cinco a siete de número. Las venas formando redecillas son solamente conspicuas en las hojas secas.
Las flores cremosas aparecen de junio a octubre, no tienen aroma, son vellosas en panículas de 1 a 2.5 cm de largo, brotando de las horquillas de las hojas. Seis lóbulos en el perianto, de 3 mm largo.
La fruta es una drupa suculenta. Brillosa, negra/azulosa cuando está madura, oval y con frecuencia puntiaguda. De 11 a 15 mm de ancho y 21 a 24 mm de largo con una única semilla puntiaguda.
Como la mayoría de las frutos de las criptocarias  australianas, se recomienda la remoción del arilo carnoso para ayudar a la germinación de la semilla, la cual es lenta pero confiable en Cryptocarya rigida.

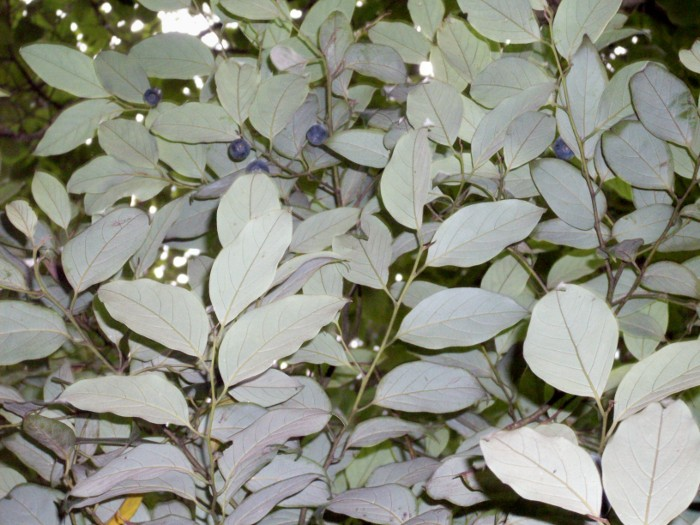
Cryptocarya rigida – envés de las hojas